# Agriocnemis pinheyi
Agriocnemis pinheyi е вид водно конче от семейство Coenagrionidae. Видът не е застрашен от изчезване.

## Разпространение
Разпространен е в Демократична република Конго, Замбия, Зимбабве, Мозамбик, Танзания и Южна Африка.